# Megacristallo
Un megacristallo, in ambito geologico, è un cristallo o un grano che è notevolmente più grande della matrice in cui è inglobato. Si trovano nelle rocce magmatiche e metamorfiche.